# 陳品全
陳品全（19世紀—20世紀），四川省潼川府中江縣人，清朝政治人物、進士出身。中國近代經濟學家兼共產黨翻譯員陳豹隱之父。
光緒二十年（1894年），参加光緒甲午科殿試，登進士二甲72名。同年五月，以主事分部学习。 
1. ↑  《大清德宗同天崇运大中至正经文纬武仁孝睿智端俭宽勤景皇帝实录》（卷三百四十）：光绪二十年。甲。五月。丁丑朔。……○丙戌。引见新科进士。得旨……胡绍苏、曾文玉、汪述祖、项芳兰、谭承元、彭諟庠、龚启芝、孙国桢、郑辅东、梁志文、梁秉年、杨裕芬、靳学礼、吕承瀚、方策安、陈品金、楼守愚、陈汝梅、施之东、傅运生、王元庆、张锦春、徐宗源、范公谟、松铎、张忠、吕志元、郭传昌、王景浚、孙文翰、熊宾、谢世珍、麦玉华、贺鸿基、沈祖同、杨懋龄、徐树昌、杨长藻、谢崇厚、郭书堂、赵从蕃、萧文昭、廉慈、蔡中燮、黄汝楫、林怡、李继沆、续绵、杨增钰、钟杰、承霖、齐令辰、蒲明发、孙友莲、涂翀凤、韩墀、张淑栋、王熙龄、陶世凤、王学伊、王之杰、翰屏、锡麟、韩绍徽、俱著以主事分部学习。